# 고산밭쥐속
고산밭쥐속(Neodon)은 쥐상과 비단털쥐과에 속하는 설치류 속의 하나이다. 고산밭쥐속에 속하는 종들은 멸종된 알로파이오미스속(Allophaiomys) 종들의 치아 교합과 유사하기 때문에 플라이스토세 시기로부터 살아남은 잔존 생물로 분류되고 있다. 5종을 포함하고 있다.

## 하위 종
- 포레스트고산밭쥐 (Neodon forresti)
- 아이린고산밭쥐 (Neodon irene)
- 파미르고산밭쥐 (Neodon juldaschi)
- 닝치고산밭쥐 (Neodon linzhiensis)
- 메도그고산밭쥐 (Neodon medogensis)
- 냐람고산밭쥐 (Neodon nyalamensis)
- 시킴고산밭쥐 (Neodon sikimensis)